# Милан Кечић
Милан Кечић (Крчедин, 1910 — Нови Сад, 1998) је био српски сликар.

## Биографија
Рођен је 1910. године у Крчедину. Завршио је Академију ликовних уметности у Београду. Усавршавао је рад на декорацији излога у Прагу, у приватној школи Ладислава Швангмајера. До краја 1934. се бавио декорацијом излога, ликовним обликовањем привредне рекламе и сродним пословима радећи у Сарајеву, Сплиту, Загребу, Осијеку и Београду. Радио је као редовни професор по позиву на Факултету ликовних уметности Универзитета уметности у Београду 1974. године. Од 1936. је почео да се систематски бави сликарством. Први пут је излагао 1945. са групом сликара „Треће армије” у Новом Саду, самостално је излагао у Београду 1954. и 1964. Због не уклапања у соцреализам који је у том периоду био на снази напустио је Београд и настанио се у Крчедину где је сликао, а од 1956. се настанио за стално у Нови Сад, у свој атеље у улици Владике Платона, где је насликао већину својих радова. Учествовао је на изложбама Удружења ликовних уметника Србије, изложби „Подружница УЛУС-а за Војводину”, изложби групе „Самостални”, изложби групе уметника из Новог Сада, изложбама сликарских колонија у Бачкој Тополи и Ечкој, на Ликовним сусретима у Суботици, Октобарском салону у Београду, Другом тријеналу југословенске уметности у Београду, Меморијалу Надежде Петровић у Чачку, изложби „Група сликара из Војводине” у Бриселу, Медитеранском бијеналу у Александрији 1955, Јесењем салону у Паризу 1967, на неколико заједничких југословенских изложби у иностранству и другим. Створио је преко 1500 слика, неке антологијске су „Мртва природа са коњском лобањом” 1953, „Дудик у Никинцима”, „Јужно воће” 1961, „Витка Ваза” 1962, Сиротињска мртва природа”, „Класје” 1968. и „После кише” 1973. По завршетку Другог светског рата је приступио београдској групи сликара „Група самостални”. Добитник је награде Златна палета УЛУС-а 1963, Октобарске награде Новог Сада 1965. године и Златног Фјорина на Међународном бијеналу у Фиренци. Године 1977. је пројектовао зграду галерије „Палета” у Сремским Карловцима са свим пратећим елементима ентеријера у којој се данас налази збирка његових слика. Преминуо је 1998. у Новом Саду. Његови радови се чувају и излажу у Галерији Матице српске, Галерији савремене ликовне уметности у Новом Саду, Музеју савремене уметности у Београду и Галерији „Палета” у Сремским Карловцима. Једна улица у Новом Саду, у Клиси, насељу Мали Београд носи његово име.